# Caius Welcker
Jan Herman ("Caius") Welcker (Alkmaar, 9 juli 1885 – Schiedam, 13 februari 1939) was een Nederlandse voetballer en advocaat.
Welcker speelde als aanvaller voor Quick Den Haag waarmee hij in 1908 Nederlands kampioen werd. Hij speelde tussen 1907 en 1911 zeventien keer voor het Nederlands voetbalelftal en scoorde daarbij vijf doelpunten. Hij vertegenwoordigde Nederland op de Olympische Zomerspelen van 1908 en won daarbij de bronzen medaille.
Hij vestigde zich als advocaat in Den Haag.